# Marmorkolonnade

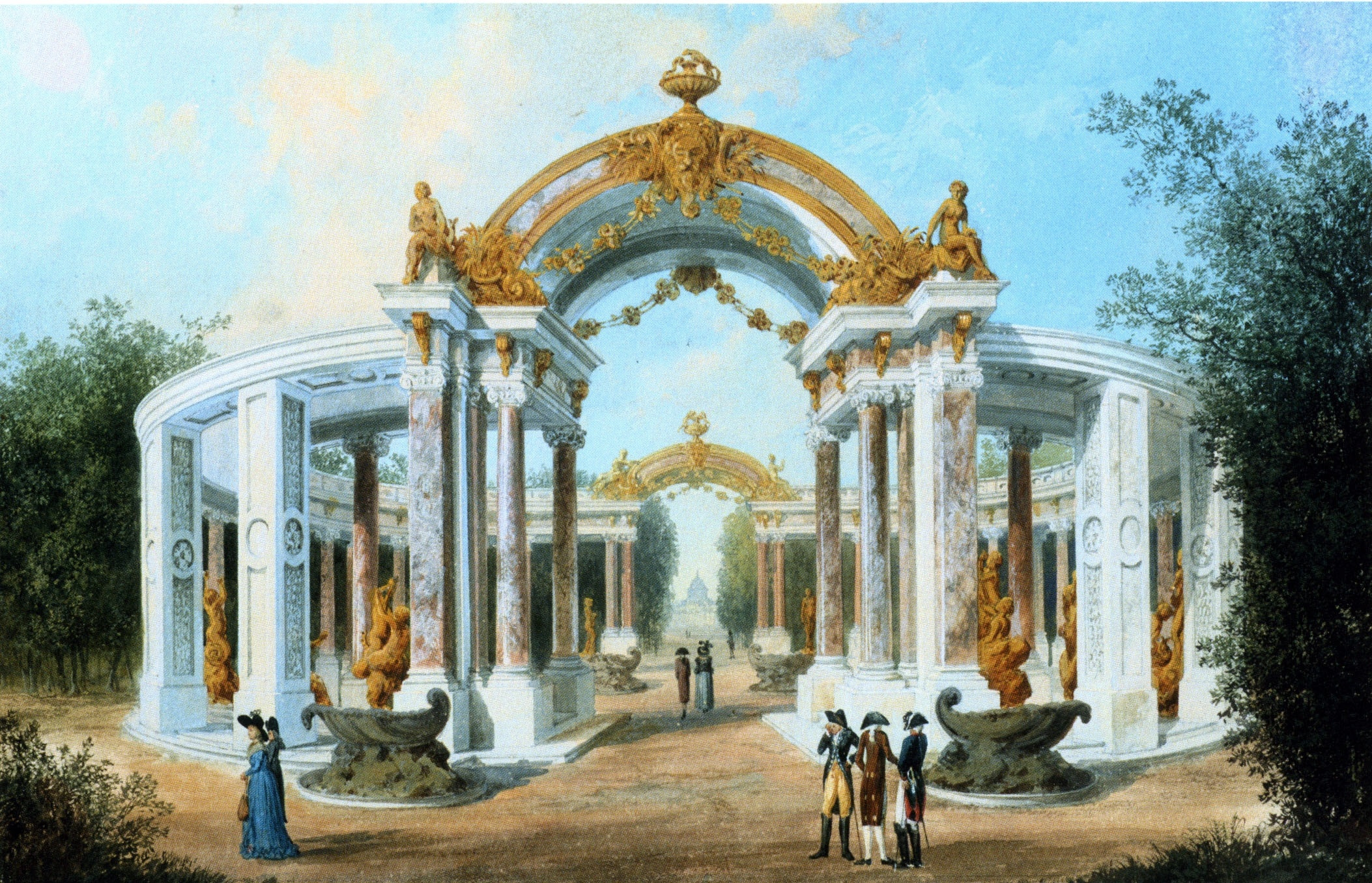
Die ehemalige Marmorkolonnade.
Aquarell von Johann Friedrich Nagel, um 1792

Die Marmorkolonnade, nach ihrem ehemaligen Standort auch Rehgartenkolonnade genannt, war eine als Wasserspiel konzipierte Gartenarchitektur im Rehgarten der Potsdamer Parkanlage Sanssouci. Sie entstand zwischen 1751 und 1762 nach dem Entwurf von Georg Wenzeslaus von Knobelsdorff und schmückte die Hauptallee wenige Meter westlich des ehem. Musenrondells südlich des Orangerieschlosses, beziehungsweise der unterhalb liegenden Jubiläumsterrasse. An den Bildhauerarbeiten waren Georg Franz Ebenhech, Johann Peter Benkert, Johann Gottlieb Heymüller und weitere Künstler beteiligt. Schon in den 1780er Jahren reparaturbedürftig, wurde sie 1797 wegen Baufälligkeit abgebrochen und nicht wieder aufgebaut.

## Vorgeschichte
Als die ersten Zier- und Nutzgartenpartien am Schloss Sanssouci um 1747/48 angelegt waren, plante Friedrich II. eine Parkerweiterung nach Westen. Dort lag der durch eine hohe Mauer mit fünf Eisentoren vom Lustgarten abgetrennte Fasanen- und Rehgarten. Um diesen Waldbereich stärker in den Park einzubeziehen, verlängerte der Planteur Johann Hartmann Burghoff zwischen 1747 und 1751 die von Ost nach West verlaufende Hauptallee in westlicher Richtung. Die nun insgesamt fast zwei Kilometer lange Wegstrecke wurde im Rehgarten an den Seiten mit niedrigen Hecken eingefasst und im Wechsel mit zwölf Marmorgruppen italienischer Künstler sowie vergoldeten Sandsteinfiguren von Johann Peter Benkert und Johann Gottlieb Heymüller geschmückt. Den Abschluss im Westen sollte eine 1750 geplante Grotte bilden. Die Fundamente waren 1755 herausgemauert, aber aufgrund der Entscheidung Friedrichs II. das Neue Palais an dieser Stelle zu errichten, nicht weiter ausgeführt. Als architektonischer Höhepunkt des Rehgartens entstand auf einem in der Mitte angelegten Rondell die als Wasserspiel konzipierte Marmorkolonnade nach dem Entwurf des Architekten Georg Wenzeslaus von Knobelsdorff.

## Marmorkolonnade

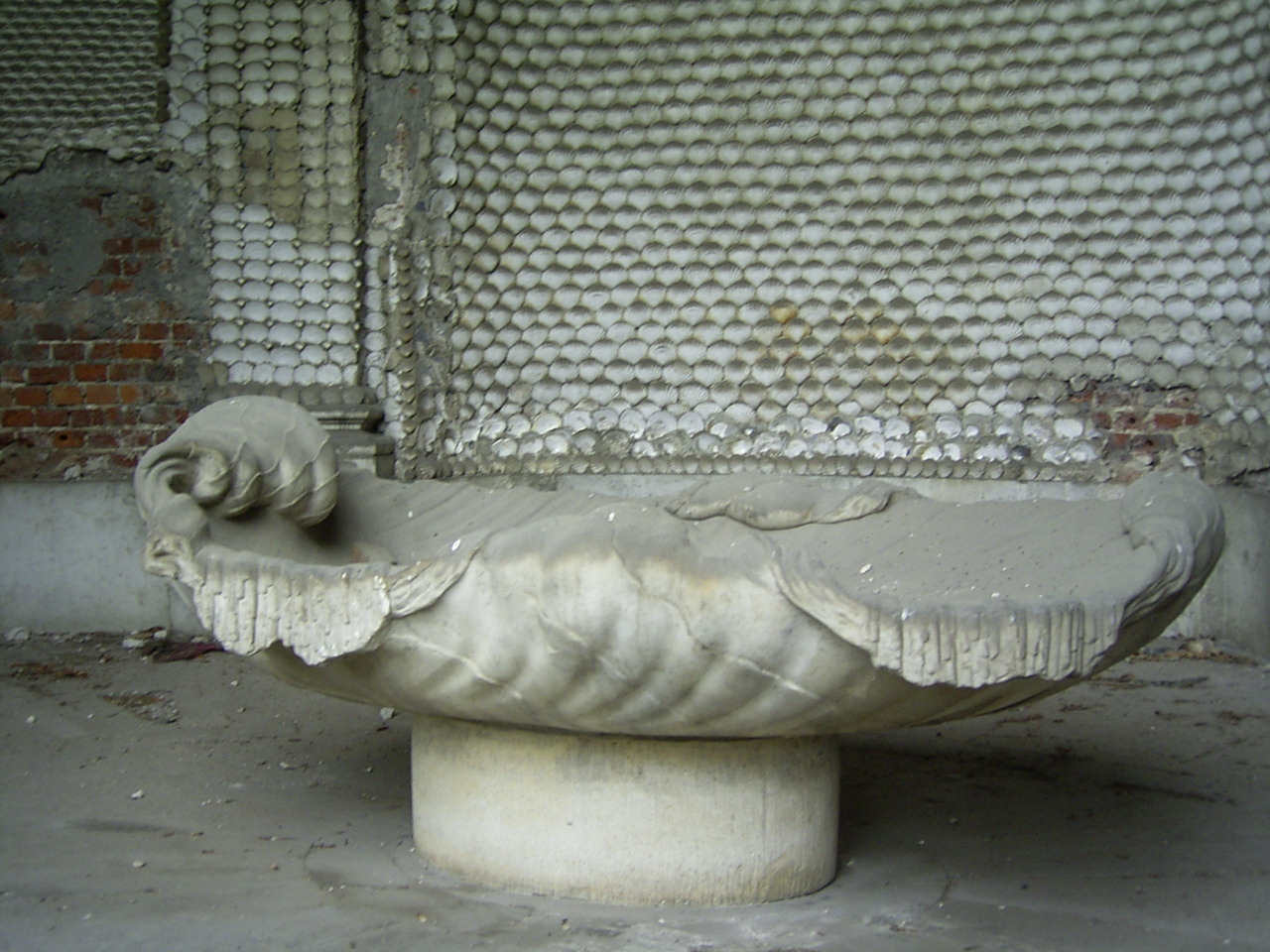
Muschel in der Neptungrotte.
Park Sanssouci

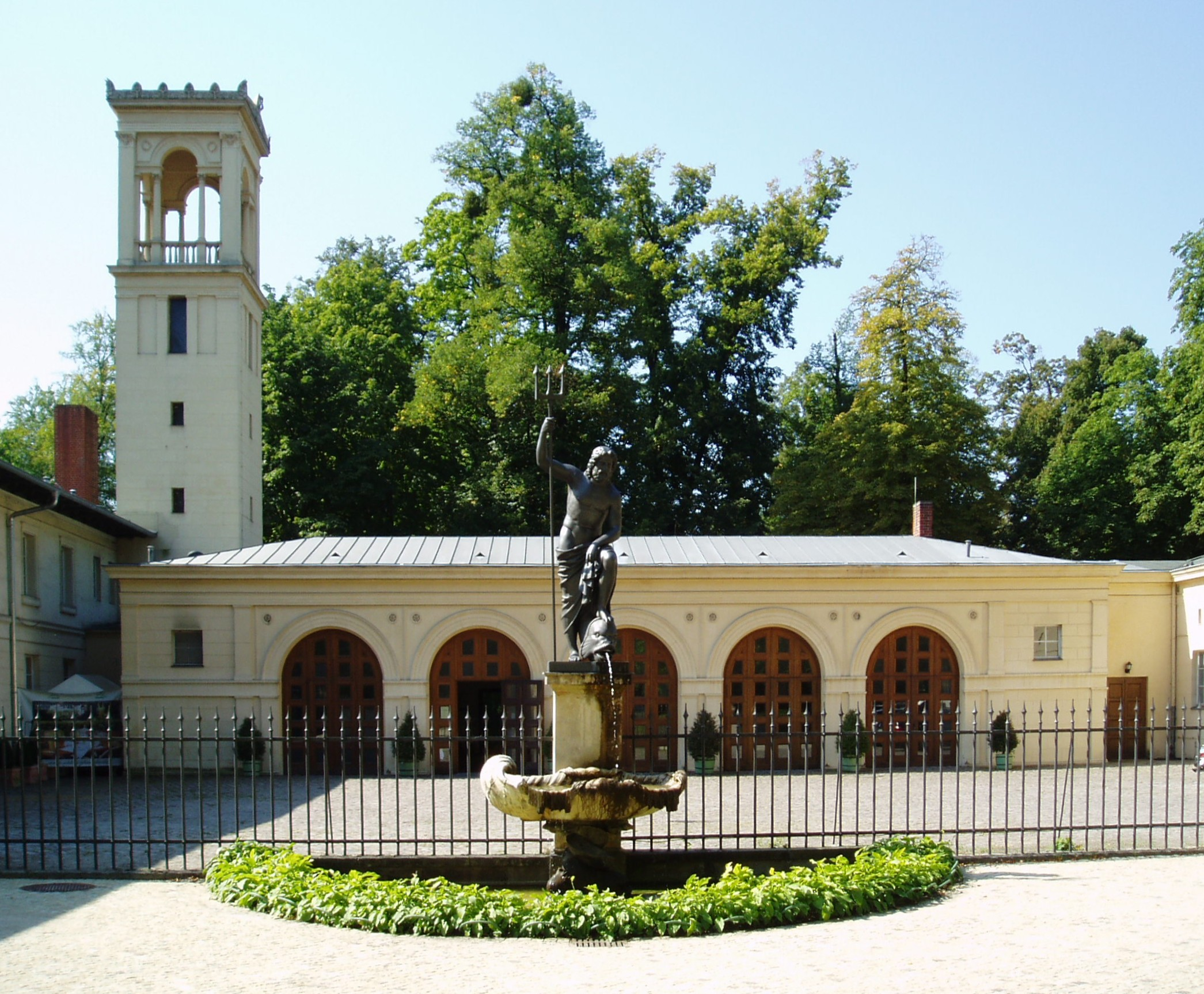
Muschel an der Neptunfigur.
Remise am Schloss Glienicke

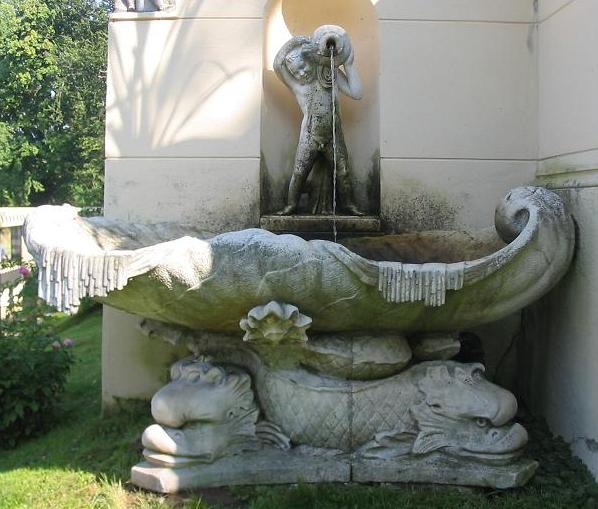
Muschel an der Südseite des Kasinos.
Park Klein-Glienicke

Als Vorbild diente Knobelsdorff die kreisrunde Kolonnade im Schlosspark von Versailles und die Kolonnade am Grand Trianon des Architekten Jules Hardouin-Mansart. Die ebenfalls kreisrunde, auf zwei Stufen erhöhte Marmorkolonnade im Rehgarten wurde von der Hauptallee durchschnitten und die Durchgänge durch reich geschmückte Archivolten betont. Die vergoldeten Bleiarbeiten dieser Portalbögen zeigten schneckenförmige Füllhörner, Schilf, Nymphen und Flussgötter mit Delphinen und Urnen, Mascarons, Festons sowie bekrönende Vasen, auf denen Füchse nach Geflügel jagten. Die je 32 monolithischen Säulen im Innenkreis und die Pfeiler im Außenkreis waren mit weißem und rosa Kauffunger Marmor verkleidet. Die Kapitelle der Säulen bestanden aus italienischem Carrara-Marmor. Ebenso die Kranzgesimse, Konsolen und die Balustraden mit Entrelacs im Innenkreis, die vergoldete Vasen und Kinderfiguren aus Blei zierten. In den Zwischenräumen der Säulen und Pfeiler standen auf felsenartigen Sandsteinpostamenten vergoldete Figurengruppen aus der römischen und griechischen Mythologie. Unter Mitarbeit und Aufsicht Ebenhechs schufen Johann Peter Benkert, Johann Gottlieb Heymüller, Johann Melchior Kambly, Matthias Müller, Philipp Gottfried Jenner (1724–1773), die Werkstatt von Gottfried Heyne, Carl Lieb und der Steinmetz Johann Christian Angermann († 1777) diese Blei- und Steinarbeiten, durch die sich teilweise Wasser in acht große Marmormuscheln ergießen sollte.
Mit Beginn des Siebenjährigen Krieges 1756 gingen die Arbeiten an den vom König in Auftrag gegebenen Bauten sowohl im Park Sanssouci als auch im Stadtgebiet nur langsam voran oder wurden vorübergehend ganz eingestellt. Wie der Oberhofbaurat und Garteninspektor Heinrich Ludwig Manger 1789 in seiner „Baugeschichte von Potsdam“ berichtete, betraf es an der Marmorkolonnade hauptsächlich [die] Bildhauerarbeiten von Marmor und Bley, […] theils, weil einige Bildhauer durch den Tod, andere durch Auswandern abgingen, und noch andere wegen Mangel an Gelde außer Stand fortzuarbeiten kamen, theils aber auch, weil der Marmor zu lange ausblieb. 1759 lagen die königlichen Baue […] gänzlich stille […], sodass sich die völlige Beendigung dieser Kolonnade beinahe bis zur Rückkunft des Königs aus erwähntem Kriege, nämlich bis zum Jahre 1762 hinzog.
Nach der Fertigstellung konnte sie jedoch nicht ihren Zweck als Wasserspiel erfüllen. Die Wasserversorgung der Parkbauten durch das 1748 auf dem Höneberg errichtete Bassin scheiterte trotz langwieriger und kostenintensiver Bemühungen um ein Pump- und Verteilersystem an Friedrich selbst, der ungeeignetes Personal sowie billigstes Material bevorzugte und sich für einen Fachmann hielt. Seine Wertschätzung für die Kolonnade zeigte Friedrich in der Èloge für Knobelsdorff, die er am 24. Januar 1754 vor Mitgliedern der Königlich-Preussischen Akademie der Künste und mechanischen Wissenschaften verlesen ließ, indem er sie dessen Meisterwerken zurechnete.
35 Jahre nach ihrer Fertigstellung musste die Marmorkolonnade 1797 wegen Baufälligkeit abgebrochen werden. Die Säulen mit dem Kauffunger Marmor fanden in den Säulengängen der Seitenflügel des Marmorpalais im Neuen Garten Verwendung. Die Bleifiguren wurden eingeschmolzen und das Gold zuvor abgeschabt. 1810 fand eine Versteigerung der Restbestände statt. Außer den Marmorsäulen sind noch die großen Marmormuscheln erhalten, die in der Neptungrotte der Parkanlage Sanssouci, an der Neptunfigur vor der Remise am Schloss Glienicke und unterhalb der südseitigen Pergola des Kasinos im Park Klein-Glienicke ihren Platz fanden. Die Darstellung des gesamten Bauwerks findet sich heute nur noch auf dem Aquarell von Johann Friedrich Nagel und den Kupferstichen von Johann Friedrich Schleuen (1739–1784) und Janus Genelli.
Über vier Jahrzehnte nach dem Abriss beschäftigte sich Friedrich Wilhelm IV. seit 1844 mit dem Bau einer neuen Kolonnade. Nach dessen Skizzen fertigten die Architekten Ludwig Ferdinand Hesse und Friedrich August Stüler Entwürfe an, die jedoch aus unbekannten Gründen nicht ausgeführt wurden.